# Piacenza Football Club 2007-2008
Questa voce raccoglie le informazioni riguardanti il Piacenza Football Club nelle competizioni ufficiali della stagione 2007-2008.

## Stagione
Nella stagione 2007-2008 dopo il quarto posto ottenuto nella stagione precedente, la squadra viene smantellata. Giuseppe Iachini passa sulla panchina del ChievoVerona, neoretrocesso dalla Serie A, per sostituirlo viene scelto il bresciano Gian Marco Remondina, ex tecnico del Sassuolo; non disponendo del patentino per allenare in Serie B, risulta come vice di Felice Secondini, ex calciatore biancorosso negli anni Settanta ed ex tecnico della Primavera.
La squadra viene indebolita dalla cessione degli elementi migliori (Coppola, Campagnaro, Nocerino, Cacia), non adeguatamente sostituiti nonostante ambizioni di alta classifica. In un clima di smobilitazione e disorganizzazione il Piacenza inizia il campionato con una serie di risultati negativi, così a ottobre il duo Secondini-Remondina viene esonerato e sostituito da Mario Somma. Il nuovo tecnico, pur non legando con l'ambiente, ottiene la salvezza grazie anche a numerosi rinforzi giunti con il mercato invernale, tra i quali spicca il centravanti Zlatko Dedič, che con 10 reti risulta il miglior marcatore di stagione. Nonostante ciò, il tecnico non viene riconfermato alla guida della squadra biancorossa per la prossima stagione.
Nella Coppa Italia il Piacenza supera il primo turno eliminando (2-0) lo Spezia, nel secondo turno ha la meglio (1-2) sul Ravenna, mentre nel terzo turno lascia il torneo battuto (3-2) dalla Reggina.

## Divisa e sponsor
Il fornitore ufficiale di materiale tecnico per la stagione 2007-2008 è Macron, mentre Unicef è lo sponsor principale.
| Prima divisa | Seconda divisa | Terza divisa |

## Organigramma societario
Area direttiva
- Presidente: Fabrizio Garilli
- Vicepresidente: Agostino Guardamagna
- Amministratore delegato: Maurizio Riccardi
- Responsabile di tutte le aree: Claudio Garzelli
- Responsabile area comunicazione: Sandro Mosca

Area tecnica
- Direttore sportivo: Renzo Castagnini
- Allenatore: Felice Secondini, dal 23 ottobre Mario Somma
- Allenatore in 2º: Gian Marco Remondina, dal 23 ottobre Felice Secondini
- Allenatore dei portieri: Graziano Vinti
- Preparatore atletico: Gianfranco Baggi e Clemente Truda

Area sanitaria
- Responsabile medico: dott. Giancarlo Sportelli
- Medico sociale: dott. Fabio Dopinto
- Fisioterapista: Carlo Civetta
- Massaggiatori: Biagio Nogara e Crocino Bonadonna

## Rosa[8]
| N. |                     | Ruolo | Calciatore          |
| -- | ------------------- | ----- | ------------------- |
| 1  | Italia (bandiera)   | P     | Mario Cassano       |
| 2  | Italia (bandiera)   | D     | Matteo Abbate       |
| 3  | Spagna (bandiera)   | C     | Jonathan Aspas      |
| 4  | Svizzera (bandiera) | D     | Alain Nef           |
| 5  | Marocco (bandiera)  | C     | Houssine Kharja     |
| 5  | Italia (bandiera)   | C     | Matteo Serafini     |
| 6  | Italia (bandiera)   | D     | Samuele Olivi       |
| 7  | Romania (bandiera)  | C     | Bogdan Pătrașcu     |
| 8  | Italia (bandiera)   | C     | Luigi Riccio        |
| 9  | Italia (bandiera)   | A     | Daniele Cacia       |
| 9  | Slovenia (bandiera) | A     | Zlatko Dedič        |
| 10 | Francia (bandiera)  | C     | Julien Rantier      |
| 11 | Svizzera (bandiera) | C     | Marco Padalino      |
| 13 | Italia (bandiera)   | C     | Raffaele Bianco     |
| 14 | Italia (bandiera)   | C     | Tommaso Bianchi     |
| 15 | Italia (bandiera)   | D     | Michele Anaclerio   |
| 17 | Uruguay (bandiera)  | D     | Leonardo Migliónico |
| 18 | Italia (bandiera)   | C     | Antonio Piccolo     |
| 19 | Italia (bandiera)   | C     | Alessio Stamilla    |
| 19 | Italia (bandiera)   | C     | Andrea Maccoppi     |

| N. |                      | Ruolo | Calciatore            |
| -- | -------------------- | ----- | --------------------- |
| 20 | Paraguay (bandiera)  | A     | Tomás Guzmán          |
| 21 | Belgio (bandiera)    | C     | Radja Nainggolan      |
| 22 | Italia (bandiera)    | D     | Pietro Zammuto        |
| 23 | Germania (bandiera)  | D     | Giuseppe Gemiti       |
| 25 | Austria (bandiera)   | C     | Daniel Wolf           |
| 29 | Italia (bandiera)    | D     | Lorenzo D'Anna        |
| 32 | Italia (bandiera)    | A     | Alessandro Tulli      |
| 36 | Italia (bandiera)    | D     | Angelo Iorio          |
| 39 | Svizzera (bandiera)  | A     | Alessandro Ciarrocchi |
| 40 | Italia (bandiera)    | D     | Simone Menichetti     |
| 41 | Romania (bandiera)   | D     | Adrian Cuciula        |
| 42 | Italia (bandiera)    | D     | Francesco Bini        |
| 43 | Italia (bandiera)    | C     | Paolo Vignali         |
| 44 | Italia (bandiera)    | A     | Simone Guerra         |
| 45 | Italia (bandiera)    | D     | Giacomo Menichetti    |
| 46 | Italia (bandiera)    | C     | Vincenzo Pipieri      |
| 47 | Italia (bandiera)    | C     | Marco Calderoni       |
| 50 | Italia (bandiera)    | P     | Roberto Maurantonio   |
| 86 | Italia (bandiera)    | A     | Fabrizio Capodici     |
| 90 | Argentina (bandiera) | A     | Lucas Simón           |

## Calciomercato[8]

### Sessione estiva(dall'1/7 al 31/8)
| Acquisti | Acquisti            | Acquisti       | Acquisti                 |
| R.       | Nome                | da             | Modalità                 |
| -------- | ------------------- | -------------- | ------------------------ |
| P        | Roberto Maurantonio | Lanciano       | svincolato               |
| D        | Matteo Abbate       | Ancona         | fine prestito            |
| D        | Michele Anaclerio   | Bari           | comproprietà             |
| D        | Adrian Cuciula      | Liberty Oradea | prestito                 |
| D        | Lorenzo D'Anna      | Chievo         | definitivo               |
| D        | Ilario Ondei        | Carrarese      | fine prestito            |
| D        | Pietro Zammuto      | Juventus       | comproprietà (170.000 €) |
| C        | Raffaele Bianco     | Juventus       | prestito (200.000 €)     |
| C        | Andrea Maccoppi     | Lecco          | fine prestito            |
| C        | Daniel Wolf         | Pistoiese      | definitivo               |
| A        | Daniele Cacia       | Fiorentina     | prestito                 |
| A        | Tomás Guzmán        | Juventus       | comproprietà (300.000 €) |
| A        | Francesco Nieto     | Pro Vasto      | fine prestito            |
| A        | Julien Rantier      | Vicenza        | risoluzione comproprietà |

| Cessioni | Cessioni             | Cessioni      | Cessioni                                 |
| R.       | Nome                 | a             | Modalità                                 |
| -------- | -------------------- | ------------- | ---------------------------------------- |
| P        | Ferdinando Coppola   | Milan         | fine prestito                            |
| P        | Marco Serena         | Pro Sesto     | prestito                                 |
| D        | Antonio Bocchetti    | Parma         | risoluzione comproprietà                 |
| D        | Hugo Campagnaro      | Sampdoria     | definitivo (2 milioni €)                 |
| D        | Ilario Ondei         | Pergocrema    | prestito                                 |
| D        | Gennaro Sardo        | Catania       | risoluzione comproprietà                 |
| C        | Giuseppe D'Agostino  | -             | svincolato                               |
| C        | Leandro Gobatto      | Brujas        | fine prestito                            |
| C        | Andrea Lazzari       | Atalanta      | fine prestito                            |
| C        | Andrea Maccoppi      | Varese        | prestito                                 |
| C        | Antonio Nocerino     | Juventus      | risoluzione comproprietà (3,7 milioni €) |
| C        | Marco Stella         | -             | svincolato                               |
| A        | Daniele Cacia        | Fiorentina    | comproprietà (4 milioni €)               |
| A        | Daniele Degano       | -             | svincolato                               |
| A        | Francesco Nieto      | CuoioCappiano | prestito                                 |
| A        | Alessandro Pellicori | Cesena        | risoluzione comproprietà                 |

### Trasferimenti fuori dalle sessioni di mercato
| Acquisti | Acquisti       | Acquisti | Acquisti   |
| R.       | Nome           | da       | Modalità   |
| -------- | -------------- | -------- | ---------- |
| C        | Jonathan Aspas | -        | svincolato |

### Sessione invernale(dal 2/1 al 31/1)
| Acquisti | Acquisti         | Acquisti  | Acquisti      |
| R.       | Nome             | da        | Modalità      |
| -------- | ---------------- | --------- | ------------- |
| C        | Andrea Maccoppi  | Varese    | fine prestito |
| C        | Matteo Serafini  | Vicenza   | prestito      |
| A        | Zlatko Dedič     | Frosinone | prestito      |
| A        | Alessandro Tulli | Lecce     | comproprietà  |

| Cessioni | Cessioni              | Cessioni   | Cessioni      |
| R.       | Nome                  | da         | Modalità      |
| -------- | --------------------- | ---------- | ------------- |
| D        | Lorenzo D'Anna        | Treviso    | svincolato    |
| D        | Leonardo Migliónico   | Sampdoria  | comproprietà  |
| C        | Houssine Kharja       | Siena      | prestito      |
| C        | Alessio Stamilla      | Verona     | prestito      |
| A        | Daniele Cacia         | Fiorentina | fine prestito |
| A        | Alessandro Ciarrocchi | Pistoiese  | prestito      |

## Risultati

### Serie B

#### Girone di andata
| Arbitro: | Mazzoleni (Bergamo) |

|                                             |           |           |
| Soncin 17’, 24’ Bernacci 35’ Belingheri 69’ | Marcatori | 77’ Simon |

| Arbitro: | Girardi (San Donà di Piave) |

|              |           |                     |
| Kharja 45+2’ | Marcatori | 56’ Okaka 65’ Bruno |

| Arbitro: | Gervasoni (Mantova) |

|                                |           |  |
| Tacchinardi 34’ Possanzini 64’ | Marcatori |  |

| Arbitro: | Tommasi (Bassano del Grappa) |

|                |           |  |
| Miglionico 61’ | Marcatori |  |

| Arbitro: | Cavarretta (Trapani) |

|                    |           |  |
| Barreto 85’ (rig.) | Marcatori |  |

| Arbitro: | Gava (Conegliano) |

|  |           |             |
|  | Marcatori | 90+2’ Tulli |

| Arbitro: | Squillace (Catanzaro) |

|                    |           |  |
| M. Anaclerio 90+4’ | Marcatori |  |

| Arbitro: | Mazzoleni (Bergamo) |

|  |           |              |
|  | Marcatori | 75’ Padalino |

| Arbitro: | Orsato (Schio) |

|  |           |                |
|  | Marcatori | 69’ Mingazzini |

| Arbitro: | Rizzoli (Bologna) |

|                                |           |            |
| Castillo 41’, 80’ Raimondi 55’ | Marcatori | 58’ Bianco |

| Arbitro: | Valeri (Roma) |

|              |           |                                                     |
| Padalino 10’ | Marcatori | 15’ Bentivoglio 51’ Pellissier 79’ (rig.) Marcolini |

| Arbitro: | Pantana (Macerata) |

|  |           |                |
|  | Marcatori | 57’ Miglionico |

| Arbitro: | Pinzani (Empoli) |

|                  |           |                         |
| Martini 17’, 28’ | Marcatori | 48’ Rantier 90+2’ Simon |

| Arbitro: | Tommasi (Bassano del Grappa) |

|                      |           |  |
| Kharja 75’ Aspas 86’ | Marcatori |  |

| Arbitro: | Palanca (Roma) |

|  |           |                    |
|  | Marcatori | 90’ (aut.) Fissore |

| Arbitro: | Salati (Trento) |

|  |           |                |
|  | Marcatori | 16’ Biancolino |

| Arbitro: | Valeri (Roma) |

|                         |           |  |
| Cellini 52’ Ruopolo 77’ | Marcatori |  |

| Arbitro: | Scoditti (Bologna) |

|                            |           |  |
| M. Anaclerio 12’ Cacia 51’ | Marcatori |  |

| Arbitro: | Cavarretta (Trapani) |

|                     |           |           |
| A. Lazzari 51’, 58’ | Marcatori | 56’ Cacia |

| Piacenza 12 gennaio 2008, ore 16:00 20ª giornata | Piacenza           | 0 – 0 | Cesena | Stadio Leonardo Garilli\| Arbitro: \| Pantana (Macerata) \| |
| Arbitro:                                         | Pantana (Macerata) |       |        |                                                             |

| Arbitro: | C. Russo (Nola) |

|          |           |  |
| Doga 61’ | Marcatori |  |

#### Girone di ritorno
| Arbitro: | Squillace (Catanzaro) |

|                            |           |             |
| Dedic 65’ T. Bianchi 90+1’ | Marcatori | 86’ Sommese |

| Arbitro: | Tommasi (Bassano del Grappa) |

|                        |           |  |
| Antonazzo 5’ Okaka 26’ | Marcatori |  |

| Arbitro: | Girardi (San Donà di Piave) |

|                                   |           |                                                                   |
| M. Anaclerio 30’ Dedic 39’ (rig.) | Marcatori | 27’ De Zerbi 55’ Possanzini 63’ Caracciolo 85’ (rig.) Tacchinardi |

| Arbitro: | Ciampi (Roma) |

|                           |           |           |
| Bonanni 30’ Santoruvo 90’ | Marcatori | 59’ Tulli |

| Piacenza 16 febbraio 2008, ore 16:00 26ª giornata | Piacenza       | 0 – 0 | Treviso | Stadio Leonardo Garilli\| Arbitro: \| Marelli (Como) \| |
| Arbitro:                                          | Marelli (Como) |       |         |                                                         |

| Arbitro: | Lops (Torino) |

|                                                |           |                |
| Abbruscato 20’ Diamoutene 77’ Tiribocchi 90+5’ | Marcatori | 3’ M. Serafini |

| Arbitro: | Cavarretta (Trapani) |

|             |           |                    |
| Eliakwu 73’ | Marcatori | 41’ Gemiti 70’ Nef |

| Arbitro: | Salati (Trento) |

|            |           |  |
| Abbate 22’ | Marcatori |  |

| Arbitro: | Stefanini (Prato) |

|               |           |                     |
| Marazzina 42’ | Marcatori | 2’, 60’ M. Serafini |

| Arbitro: | Brighi (Cesena) |

|                                                 |           |                                |
| Dedic 27’, 56’ (rig.), 90+1’ (rig.) Zammuto 46’ | Marcatori | 14’ Raimondi 70’ (aut.) Gemiti |

| Arbitro: | Velotto (Grosseto) |

|               |           |  |
| Maldonado 82’ | Marcatori |  |

| Arbitro: | Mazzoleni (Bergamo) |

|                |           |             |
| Dedic 28’, 81’ | Marcatori | 74’ Docente |

| Arbitro: | Pantana (Macerata) |

|             |           |               |
| Rantier 18’ | Marcatori | 65’, 71’ Eder |

| Arbitro: | C. Russo (Nola) |

|              |           |  |
| Ferrario 73’ | Marcatori |  |

| Arbitro: | Cavarretta (Trapani) |

|              |           |              |
| Guzman 90+2’ | Marcatori | 56’ Zampagna |

| Arbitro: | Tommasi (Bassano del Grappa) |

|                      |           |  |
| Cordova 43’ Foti 57’ | Marcatori |  |

| Arbitro: | Stefanini (Prato) |

|            |           |                                        |
| Riccio 76’ | Marcatori | 21’ Cellini 36’ Carobbio 90+3’ Ruopolo |

| Arbitro: | Scoditti (Bologna) |

|            |           |                  |
| Milani 81’ | Marcatori | 87’ (rig.) Dedic |

| Arbitro: | Pantana (Macerata) |

|           |           |                   |
| Tulli 68’ | Marcatori | 90+1’ (aut.) Bini |

| Arbitro: | Cavarretta (Trapani) |

|                            |           |                               |
| Paponi 21’ Moscardelli 33’ | Marcatori | 44’ (rig.) Dedic 45+1’ Riccio |

| Arbitro: | Rizzoli (Bologna) |

|                                       |           |                                      |
| Dedic 3’ (rig.) Zammuto 68’ Aspas 89’ | Marcatori | 58’, 71’ (rig.) Godeas 90+2’ Noselli |

### Coppa Italia
| Arbitro: | Orsato (Schio) |

|                               |           |  |
| M. Anaclerio 74’ Patrascu 87’ | Marcatori |  |

| Arbitro: | C. Russo (Nola) |

|          |           |                            |
| Aloe 39’ | Marcatori | 48’ Wolf 61’ (rig.) Guzman |

| Arbitro: | Palanca (Roma) |

|                                  |           |                           |
| Cozza 4’ Ceravolo 9’ Barreto 73’ | Marcatori | 32’ T. Bianchi 42’ Guzman |

## Statistiche

### Statistiche di squadra[34]
| Competizione | Punti | In casa | In casa | In casa | In casa | In casa | In casa | In trasferta | In trasferta | In trasferta | In trasferta | In trasferta | In trasferta | Totale | Totale | Totale | Totale | Totale | Totale | DR  |
| Competizione | Punti | G       | V       | N       | P       | Gf      | Gs      | G            | V            | N            | P            | Gf           | Gs           | G      | V      | N      | P      | Gf     | Gs     | DR  |
| ------------ | ----- | ------- | ------- | ------- | ------- | ------- | ------- | ------------ | ------------ | ------------ | ------------ | ------------ | ------------ | ------ | ------ | ------ | ------ | ------ | ------ | --- |
| Serie B      | 47    | 21      | 8       | 5       | 8       | 26      | 26      | 21           | 5            | 3            | 13           | 17           | 33           | 42     | 13     | 8      | 21     | 43     | 59     | -16 |
| Coppa Italia |       | 1       | 1       | 0       | 0       | 2       | 1       | 2            | 1            | 0            | 1            | 4            | 4            | 3      | 2      | 0      | 1      | 6      | 5      | +1  |
| Totale       | -     | 22      | 9       | 5       | 8       | 28      | 27      | 23           | 6            | 3            | 14           | 21           | 37           | 45     | 15     | 8      | 22     | 49     | 64     | -15 |

### Statistiche dei giocatori[8]
| Giocatore      | Serie B  | Serie B | Serie B     | Serie B    | Coppa Italia | Coppa Italia | Coppa Italia | Coppa Italia | Totale   | Totale | Totale      | Totale     |
| Giocatore      | Presenze | Reti    | Ammonizioni | Espulsioni | Presenze     | Reti         | Ammonizioni  | Espulsioni   | Presenze | Reti   | Ammonizioni | Espulsioni |
| -------------- | -------- | ------- | ----------- | ---------- | ------------ | ------------ | ------------ | ------------ | -------- | ------ | ----------- | ---------- |
| M. Abbate      | 8        | 1       | ?           | ?          | 1            | 0            | ?            | ?            | 9        | 1      | ?           | ?          |
| M. Anaclerio   | 30       | 3       | ?           | ?          | 1            | 1            | ?            | ?            | 31       | 4      | ?           | ?          |
| J. Aspas       | 19       | 2       | ?           | ?          | 0            | 0            | ?            | ?            | 19       | 2      | ?           | ?          |
| T. Bianchi     | 28       | 1       | ?           | ?          | 2            | 1            | ?            | ?            | 30       | 2      | ?           | ?          |
| R. Bianco      | 13       | 1       | ?           | ?          | 2            | 0            | ?            | ?            | 15       | 1      | ?           | ?          |
| F. Bini        | 5        | 0       | ?           | ?          | 0            | 0            | ?            | ?            | 5        | 0      | ?           | ?          |
| D. Cacia       | 6        | 2       | ?           | ?          | 0            | 0            | ?            | ?            | 6        | 2      | ?           | ?          |
| M. Calderoni   | 2        | 0       | ?           | ?          | 0            | 0            | ?            | ?            | 2        | 0      | ?           | ?          |
| F. Capodici    | 0        | 0       | ?           | ?          | 0            | 0            | ?            | ?            | 0        | 0      | ?           | ?          |
| M. Cassano     | 37       | -50     | ?           | ?          | 2            | -1           | ?            | ?            | 39       | -51    | ?           | ?          |
| A. Ciarrocchi  | 4        | 0       | ?           | ?          | 1            | 0            | ?            | ?            | 5        | 0      | ?           | ?          |
| A. Cuciula     | 7        | 0       | ?           | ?          | 1            | 0            | ?            | ?            | 8        | 0      | ?           | ?          |
| L. D'Anna      | 15       | 0       | ?           | ?          | 0            | 0            | ?            | ?            | 15       | 0      | ?           | ?          |
| Z. Dedič       | 22       | 10      | ?           | ?          | 0            | 0            | ?            | ?            | 22       | 10     | ?           | ?          |
| G. Gemiti      | 31       | 1       | ?           | ?          | 1            | 0            | ?            | ?            | 32       | 1      | ?           | ?          |
| S. Guerra      | 1        | 0       | ?           | ?          | 0            | 0            | ?            | ?            | 1        | 0      | ?           | ?          |
| T. Guzmán      | 13       | 1       | ?           | ?          | 2            | 2            | ?            | ?            | 15       | 3      | ?           | ?          |
| A. Iorio       | 14       | 0       | ?           | ?          | 2            | 0            | ?            | ?            | 16       | 0      | ?           | ?          |
| H. Kharja      | 17       | 2       | ?           | ?          | 1            | 0            | ?            | ?            | 18       | 2      | ?           | ?          |
| A. Maccoppi    | 1        | 0       | ?           | ?          | 0            | 0            | ?            | ?            | 1        | 0      | ?           | ?          |
| R. Maurantonio | 6        | -9      | ?           | ?          | 1            | -3           | ?            | ?            | 7        | -12    | ?           | ?          |
| G. Menichetti  | 0        | 0       | ?           | ?          | 0            | 0            | ?            | ?            | 0        | 0      | ?           | ?          |
| S. Menichetti  | 0        | 0       | ?           | ?          | 1            | 0            | ?            | ?            | 1        | 0      | ?           | ?          |
| L. Migliónico  | 13       | 2       | ?           | ?          | 2            | 0            | ?            | ?            | 15       | 2      | ?           | ?          |
| R. Nainggolan  | 10       | 0       | ?           | ?          | 1            | 0            | ?            | ?            | 11       | 0      | ?           | ?          |
| A. Nef         | 33       | 1       | ?           | ?          | 2            | 0            | ?            | ?            | 35       | 1      | ?           | ?          |
| S. Olivi       | 28       | 0       | ?           | ?          | 2            | 0            | ?            | ?            | 30       | 0      | ?           | ?          |
| M. Padalino    | 24       | 2       | ?           | ?          | 2            | 0            | ?            | ?            | 26       | 2      | ?           | ?          |
| B. Pătrașcu    | 35       | 0       | ?           | ?          | 2            | 1            | ?            | ?            | 37       | 1      | ?           | ?          |
| A. Piccolo     | 1        | 0       | ?           | ?          | 0            | 0            | ?            | ?            | 1        | 0      | ?           | ?          |
| V. Pipieri     | 0        | 0       | ?           | ?          | 0            | 0            | ?            | ?            | 0        | 0      | ?           | ?          |
| J. Rantier     | 26       | 2       | ?           | ?          | 2            | 0            | ?            | ?            | 28       | 2      | ?           | ?          |
| L. Riccio      | 38       | 2       | ?           | ?          | 2            | 0            | ?            | ?            | 40       | 2      | ?           | ?          |
| M. Serafini    | 17       | 3       | ?           | ?          | 2            | 0            | ?            | ?            | 19       | 3      | ?           | ?          |
| L. Simón       | 22       | 2       | ?           | ?          | 2            | 0            | ?            | ?            | 24       | 2      | ?           | ?          |
| A. Stamilla    | 2        | 0       | ?           | ?          | 2            | 0            | ?            | ?            | 4        | 0      | ?           | ?          |
| A. Tulli       | 13       | 2       | ?           | ?          | 0            | 0            | ?            | ?            | 13       | 2      | ?           | ?          |
| P. Vignali     | 0        | 0       | ?           | ?          | 1            | 0            | ?            | ?            | 1        | 0      | ?           | ?          |
| D. Wolf        | 21       | 0       | ?           | ?          | 3            | 1            | ?            | ?            | 24       | 1      | ?           | ?          |
| P. Zammuto     | 20       | 2       | ?           | ?          | 0            | 0            | ?            | ?            | 20       | 2      | ?           | ?          |